# Kahla
Kahla é uma cidade da Alemanha localizada no distrito de Saale-Holzland, estado da Turíngia.
A cidade de Kahla é a sede do Verwaltungsgemeinschaft (português: corporações ou corpos administrativos centrais) de Südliches Saaletal, porém, não é membro.